# Joie Chitwood
Joie Chitwood, all'anagrafe George Rice Chitwood aggiunto più tardi l'appellativo di Sr (Denison, 14 aprile 1912 – Tampa Bay, 3 gennaio 1988), è stato un pilota automobilistico statunitense.
Tra il 1950 e il 1960 la 500 Miglia faceva parte del Campionato mondiale di Formula 1, e per questo motivo Chitwood ha all'attivo anche 1 Gran Premio ed un quinto posto in F1.
Dopo il suo ritiro dalle competizioni si dedicò alla carriera di stuntman per il cinema e a spettacoli automobilistici. Nel 1978, alla guida di una Chevrolet Chevette, stabilì un record mondiale guidando per nove chilometri su due ruote.
Chitwood è stato sepolto presso il cimitero Showmans Rest di Tampa, Florida.

## Risultati in Formula 1
| 1950 | Scuderia    | Vettura           |  |  |   |  |  |  |  | Punti | Pos. |
| ---- | ----------- | ----------------- |  |  | - |  |  |  |  | ----- | ---- |
| 1950 | Ervin Wolfe | Kurtis Kraft 2000 |  |  | 5 |  |  |  |  | 1     | 20º  |

| Legenda | 1º posto     | 2º posto | 3º posto    | A punti         | Senza punti/Non class.  | Grassetto – Pole position Corsivo – Giro più veloce |
| Legenda | Squalificato | Ritirato | Non partito | Non qualificato | Solo prove/Terzo pilota | Grassetto – Pole position Corsivo – Giro più veloce |